# Бин, Вон
Вон Бин (англ. Vaughn Bean; род. 3 сентября 1974 года, Чикаго, США) — американский боксёр-профессионал, выступавший в тяжёлой весовой категории. Входил в элиту супертяжёлого веса, конца 90-х, начала 2000-х годов.

## Профессиональная карьера
Вон Бин дебютировал на профессиональном ринге в 1992 году.
Побеждал своих оппонентов преимущественно нокаутом в ранних раундах.
В феврале 1994 года, победил по очкам Мариона Уилсона.
В октябре 1994 года, Бин нокаутировал в 3-м раунде молодого боксёра, Мориса Харриса.
В марте 1997 года, со статистикой 27-0, вышел на ринг с Майклом Мурером, в бою за титул чемпиона мира по версии IBF. Бой сложился довольно конкурентным, но с небольшим преимуществом Мурер победил решением большинства судей.
После поражения, Бин провёл 4 поединка, во всех которых одержал победу нокаутом до 2-го раунда, и снова вышел на чемпионский бой. На этот раз он противостоял легендарному Эвандеру Холифилду, в бою за титулы WBA и IBF в супертяжёлом весе. Бин оказался в нокдауне в 10-м раунде, но продержался до конца поединка, проиграв по очкам.
После второго поражения, Вон Бин снова начал побеждать. Провёл 11 побед подряд, и вышел на ринг в феврале 2002 года с бывшим чемпионом мира по версии WBO, Виталием Кличко, в бою за интерконтинентальный титул по версии WBA. Кличко доминировал весь бой, и в середине 11-го раунда Кличко начал избивать Бина. Рефери вмешался и прекратил поединок. Кличко стал первым и единственным боксёром, сумевшего победить Бина досрочно.
После этого поражения, Вон Бин более полутора лет не выходил на ринг. Вернулся в октябре 2003 года, выиграл 2 поединка, затем в сентябре 2004 года проиграл по очкам американцу, Тони Томпсону.
Через 2 месяца раздельным решением проиграл кубинцу Янки Диазу.
28 сентября 2005 года проиграл по очкам украинцу, Александру Дмитренко. После шестого поражения, окончательно ушёл из бокса.